# Anaea falcata
Anaea falcata är en fjärilsart som beskrevs av Carl Heinrich Hopffer 1874. Anaea falcata ingår i släktet Anaea och familjen praktfjärilar. Inga underarter finns listade i Catalogue of Life.